# Karl Willoh
Karl Willoh oder Carl Heinrich Bernhard Willoh (geboren 29. November 1846 in Friesoythe; gestorben 6. Juni 1915 in Vechta) war ein katholischer Theologe, Strafanstaltsgeistlicher, Heimatforscher, Historiker, Fachautor für Geschichte und Lehrbuchautor.

## Leben
Willoh besuchte von 1863 bis 1868 das Gymnasium Antonianum in Vechta und studierte von 1868 bis 1872 Theologie an der Universität Münster. Nachdem er am 21. Dezember 1872 zum Priester geweiht worden war, wirkte er von 1873 bis 1878 Pfarrkooperator in Garell und ab 1878 bis zu seinem Lebensende als Seelsorger an den Strafanstalten und der Zwangsarbeitsanstalt in Vechta.
Willoh veröffentlichte zahlreiche Schriften zur Orts- und Regionalgeschichte sowie zur Schulgeschichte des Oldenburger Münsterlandes und darüber hinaus. Zudem gab er ein Schulgeschichtsbuch heraus.

## Schriften (Auswahl)
als Autor
- Das Gymnasium Antonianum zu Vechta. Vechtaer Druckerei & Verlag, Vechta 1896; Inhaltsverzeichnis

als Herausgeber
- Geschichte der katholischen Pfarreien im Herzogtum Oldenburg. Neudruck der 1898 in Köln erschienenen Ausgabe. Wenner, Osnabrück 1975, ISBN 978-3-87898-085-8 und ISBN 3-87898-085-X.
  - Bd. 1: Dekanat Vechta-Neuenkirchen., Die Pfarren Bakum, Damme, Dinklage, Goldenstedt, Holdorf.
  - Bd. 2: A. Dekanat Vechta-Neuenkirchen. Die Pfarren Jever, Langförden, Lohne, Lutten, Neuenkirchen, Oldenburg, Oythe, Steinfeld, Vestrup, Visbeck.
  - Bd. 3: A. Dekanat Vechta-Neuenkirchen., Die Pfarren Vechta und Wildeshausen.
  - Bd. 4: B. Dekanat Cloppenburg. Die Pfarren Altenoythe, Barssel, Bösel, Cappeln, Cloppenburg-Crabendorf, Emsteck, Essen, Friesoythe.
  - Bd. 5: B. Dekanat Cloppenburg., Die Pfarren Garrel, Lastrup, Linden, Löningen, Morkhausen, Molbergen, Neuscharrel, Ramsloh, Scharrel, Strücklingen.
- Ludwig Strackerjan: Aberglaube und Sagen aus dem Herzogtum Oldenburg. 2 Bde. Unveränderter Nachdruck der 2., erweiterten Auflage, Oldenburg 1909; Schuster, Leer 1972.
  - Bd. 1: ISBN 978-3-7963-0032-5 und ISBN 3-7963-0032-4.
  - Bd. 2: ISBN 978-3-7963-0033-2.